# Turnera pinifolia
Turnera pinifolia là một loài thực vật có hoa trong họ Lạc tiên. Loài này được Cambess. miêu tả khoa học đầu tiên năm 1830.